# Autosexualitate
Autosexualitatea este o orientare sexuală în care individul se recunoaște pe sine ca fiind propriul și principalul obiect al dorinței sale. Termenul a fost menționat pentru prima dată în literatura medicală în 1989, de către terapeutul sexual Bernard Apfelbaum. Autosexualtatea nu este o boală, ci mai degrabă o relație de iubire de sine care poate depăși sfera erotică, ajungând să implice și aspecte sentimentale, până la punctul în care persoana poate fi considerată și autoromantică.
Persoanele autosexuale simt atracție sexuală față de propriul corp și pot experimenta plăcere sexuală în mod independent. Acest lucru nu exclude posibilitatea de a avea o relație cu un partener, inclusiv una sexuală, fără a renunța la propriul corp ca sursă principală de dorință și plăcere. Autosexualitatea nu este legată de masturbare, ci mai degrabă de autoexcitare și de a te simți suficient în ceea ce privește propria sexualitate.